# Liga1 (Perú)
La Liga1 de Fútbol Profesional, conocida como Liga1, y por razones de patrocinio como Liga1 Te Apuesto. Es la liga de la Primera División de Perú, máxima categoría del sistema de ligas de fútbol masculino de este país. Organizada por la Federación Peruana de Fútbol y la Liga de Fútbol Profesional, utiliza esta denominación desde la temporada 2019.
Es disputada por 19 clubes y funciona con un sistema de ascensos y descensos con la Segunda División del Perú. Desde 2024 está patrocinada por la casa de apuestas Te Apuesto.

## Historia
El 13 de febrero de 2019 se hizo oficial el lanzamiento de la Liga1. Esta primera edición estuvo conformada por 18 equipos. El primer partido se jugó el 15 de febrero, día del aniversario del Club Alianza Lima que, curiosamente, enfrentó a este contra el Sport Boys en el estadio Alejandro Villanueva. La victoria sería para los victorianos por 3 a 0; siendo Mauricio Affonso el que marcaría el primer gol de esta era del fútbol peruano, con asistencia de Kevin Quevedo. La primera tarjeta amarilla de esta nueva liga fue para Manuel Tejada, mientras que la primera tarjeta roja fue para Maelo Reátegui; ambos del Sport Boys. Este encuentro fue dirigido por el árbitro Luis Garay. El campeón de la primera edición de la Liga1 fue el Deportivo Binacional, equipo que venció al Alianza Lima en la final.

## Formato
La Liga1 se juega con un sistema de dos torneos descentralizados, de la siguiente manera:
- En los dos torneos, denominados Apertura y Clausura, se jugará en el sistema de todos contra todos durante 17 jornadas. El que termine en el primer lugar será proclamado ganador.[6][7]

| Año       | Nu. de clubes |
| --------- | ------------- |
| 2019      | 18 clubes     |
| 2020      | 20 clubes     |
| 2021      | 18 clubes     |
| 2022-2023 | 19 clubes     |
| 2024      | 18 clubes     |
| 2025      | 19 clubes     |

### Definición del título
Para la definición del título nacional participarán los ganadores del Apertura y Clausura junto con los dos primeros equipos de la Tabla acumulada, con las siguientes consideraciones:
- Si los campeones del Apertura y del Clausura y los 2 primeros del acumulado son distintos equipos, se disputarán Semifinales y Final.
- Si un equipo gana Apertura o Clausura, y está entre de los dos primeros del acumulado, clasifica directamente a la Final. Su rival será el ganador de la semifinal entre el otro ganador de uno de los torneos y el otro equipo de mayor puntaje en el acumulado.
- Si los dos equipos ganadores de los torneos también son los 2 primeros del acumulado, se jugará directamente la Final entre esos equipos.
- Si un equipo es ganador de ambas torneos, se proclamará campeón nacional automáticamente.

### Clasificación a torneos internacionales
La Conmebol otorga 8 cupos a Perú para los torneos internacionales que se distribuyen de la siguiente manera:

#### Copa Libertadores
- Perú 1: Campeón de la Liga1
- Perú 2: Subcampeón de la Liga1
- Perú 3: Tercer lugar de la Liga1
- Perú 4: Cuarto lugar de la Liga1

#### Copa Sudamericana
- Perú 1: Quinto lugar de la Liga1
- Perú 2: Sexto lugar de la Liga1
- Perú 3: Séptimo lugar de la Liga1
- Perú 4: Octavo lugar de la Liga1

### Descenso a Liga2
Los equipos que ocupen el 16.º, 17.º y 18.º puesto de la tabla acumulada descenderán de categoría y disputarán la Liga2 la temporada siguiente.

## Participantes de la temporada 2025
| Club                      | Ciudad      | Entrenador            | Estadio Local                | Aforo  | Estadios alternativos                                                                                    | Proveedor    | Patrocinador principal (Pecho) | Otros patrocinadores (Mangas u otras partes)                                                                                          |
| ------------------------- | ----------- | --------------------- | ---------------------------- | ------ | --- | ------------ | ------------------------------ | --- |
| ADT                       | Tarma       | Horacio Melgarejo     | Unión Tarma                  | 9 100  | 2 Alternativas Huancayo Monumental de Jauja                                                              | New Athletic | Caja Huancayo                  | Ver lista Air Cool System SM Iveco New Athletic PagoEfectivo Sporade                                                                  |
| Alianza Atlético          | Sullana     | Gerardo Ameli         | Campeones del 36             | 12 000 | 4 Alternativas Melanio Coloma Municipal de Bernal Sesquicentenario Mansiche                              | Walon        |                                | Ver lista Centro Oftalmológico NobaVisión Sporade                                                                                     |
| Alianza Lima              | Lima        | Néstor Gorosito       | Alejandro Villanueva         | 33 938 | 2 Alternativas Nacional Hugo Sotil                                                                       | Nike         | Apuesta Total Caja Huancayo    | Ver lista Anypsa Bitel Hyundai Loterías Torito                                                                                        |
| Alianza Universidad       | Huánuco     | Roberto Mosquera      | Heraclio Tapia               | 25 000 | 1 Alternativa Olímpico de Amarilis                                                                       | Performance  | UDH                            | Ver lista Arte Pirotecnico Cemento Yunga Don Franchesco JABB Ladrillos Emperador Star Perú Vale Vale                                  |
| Atlético Grau             | Piura       | Ángel Comizzo         | Municipal de Bernal          | 7000   | 2 Alternativas Francisco Mendoza Pizarro Campeones del 36                                                | Walon        | Caja Piura                     | Ver lista CIVA Estaciones San José Inmobiliaria Miraflores Perú Sporade                                                               |
| Ayacucho FC               | Ayacucho    | Sergio Castellanos    | Ciudad de las Américas       | 8 000  | 1 Alternativa Manuel Eloy Molina Robles                                                                  | Real Sport   | Ayacucho Caja Mun. de Ica      | Ver lista Club Terra La Pradera Overade Power Fitness Club Real Sport                                                                 |
| Cienciano                 | Cusco       | Carlos Desio          | Inca Garcilaso de la Vega    | 42 000 | 4 Alternativas Urcos Túpac Amaru Thomas E. Payne Espinar                                                 | Umbro        | Caja Cusco DoradoBet           | Ver lista Smart Fit Sporade Tecno Fast WOW Perú                                                                                       |
| Comerciantes Unidos       | Cutervo     | Daniel Ferreyra (INT) | Juan Maldonado Gamarra       | 8 000  | 4 Alternativas Germán Contreras Jara Cristo el Señor Ramón Castilla Municipal El Frutillo                | Real Sport   |                                | Ver lista Agua Yakuari Hotel Abril JC Poresport Real Sport                                                                            |
| Cusco FC                  | Cusco       | Miguel Rondelli       | Inca Garcilaso de la Vega    | 42 000 | 4 Alternativas Urcos Túpac Amaru Thomas E. Payne Espinar                                                 | Adidas       | DoradoBet                      | Ver lista Clínica O2 Medical Network Electrolight Pepe Nakamura Smart Fit                                                             |
| Deportivo Binacional      | Juliaca     | Claudio Bustamante    | Guillermo Briceño Rosamedina | 18 080 | 5 Alternativas Monumental UNA Enrique Torres Belón Rodolfo Ramos C. Monumental UNSA Garcilaso de la Vega | Urzu Atletic |                                | Ver lista Sporade Urzu Atletic |
| Deportivo Garcilaso       | Cusco       | Carlos Bustos         | Inca Garcilaso de la Vega    | 42 000 | 4 Alternativas Urcos Túpac Amaru Thomas E. Payne Espinar                                                 | Ander Sport  | Salkantay Trekking Delgado's   | Ver lista Clínica O2 Medical Network Generade InpeCable Intensity Oporto Abogados PagoEfectivo Pepe Nakamura Rustica Hoteles TuTicket |
| Juan Pablo II College     | Chongoyape  | Santiago Acasiete     | CD Juan Pablo II             | 2 000  | 2 Alternativas Francisco Mendoza Pizarro César Flores Marigorda                                          | Real Sport   |                                | Ver lista Footloose R18 Real Sport Sporade                                                                                            |
| Los Chankas               | Andahuaylas | Walter Paolella (INT) | Los Chankas                  | 10 000 | 2 Alternativas Municipal de Talavera Monumental de Condebamba                                            | New Athletic | Cerveza Apurimeña              | Ver lista Anypsa El Cisne New Athletic                                                                                                |
| FBC Melgar                | Arequipa    | Walter Ribonetto      | Monumental de la UNSA        | 60 000 | 1 Alternativa Guillermo Briceño R.                                                                       | Walon        | Stake                          | Ver lista DFSK Ricocan Saint-Gobain Sporade WOW Perú                                                                                  |
| Sport Boys                | Callao      | Arturo Reyes          | Miguel Grau                  | 17 000 | 3 Alternativas Iván Elías Moreno Alberto Gallardo Monumental                                             | Astro        | Apuesta Total                  | Ver lista Atrevia DFSK Electrolight ETNA                                                                                              |
| Sport Huancayo            | Huancayo    | Richard Pellejero     | Huancayo                     | 20 000 | 2 Alternativas Monumental de Jauja Unión Tarma                                                           | Lotto        | Caja Huancayo                  | Ver lista Clínica Especializada Miranda Drytex Sporade Transportes Salazar                                                            |
| Sporting Cristal          | Lima        | Paulo Autuori         | Alberto Gallardo             | 11 500 | 1 Alternativa Nacional                                                                                   | Puma         | Caja Piura DoradoBet           | Ver lista Cerveza Cristal Sporade WOW Perú                                                                                            |
| Universitario de Deportes | Lima        | Jorge Fossati         | Monumental - U               | 80 096 | 1 Alternativa Nacional                                                                                   | Marathon     | Apuesta Total                  | Ver lista Altos Anypsa Fos-Hepan Jetour Opalux San Carlos                                                                             |
| UTC                       | Cajamarca   | Pablo Bossi           | Germán Contreras Jara        | 6 300  | 3 Alternativas Cristo el Señor Ramón Castilla El Frutillo                                                | Astro        | Tinbet                         | Ver lista Colegio Nivel A Isuzu MSA Punto Original Real Plaza                                                                         |

## Palmarés
- Nota: Estas estadísticas son contabilizadas desde la utilización de la denominación Liga1. Para ver las estadísticas completas, mirar el artículo Campeones de Primera División del Perú.

### Títulos por temporada
| Temporada | Campeón                  | Subcampeón       | Tercero          | Notas                                                                                 |
| --------- | ------------------------ | ---------------- | ---------------- | ------------------------------------------------------------------------------------- |
| 2019      | Deportivo Binacional (1) | Alianza Lima     | Sporting Cristal | Primer campeón de la Región Puno.                                                     |
| 2020      | Sporting Cristal (1)     | Universitario    | Ayacucho FC      | La Fase 2 del Torneo se redujo de 19 a 9 fechas debido a la Pandemia del Coronavirus. |
| 2021      | Alianza Lima (1)         | Sporting Cristal | Universitario    | La Fase 1 del Torneo se redujo de 17 a 9 fechas debido a la Pandemia del Coronavirus. |
| 2022      | Alianza Lima (2)         | FBC Melgar       | Sporting Cristal |                                                                                       |
| 2023      | Universitario (1)        | Alianza Lima     | Sporting Cristal |                                                                                       |
| 2024      | Universitario (2)        | Sporting Cristal | FBC Melgar       |                                                                                       |

### Títulos por club
| Club                 | Títulos | Subtítulos | Años campeón | Años subcampeón |
| -------------------- | ------- | ---------- | ------------ | --------------- |
| Alianza Lima         | 2       | 2          | 2021, 2022   | 2019, 2023      |
| Universitario        | 2       | 1          | 2023, 2024   | 2020            |
| Sporting Cristal     | 1       | 2          | 2020         | 2021, 2024      |
| Deportivo Binacional | 1       | –          | 2019         | –               |
| FBC Melgar           | –       | 1          | –            | 2022            |

### Títulos por departamento
| Departamento | Títulos | Subtítulos | Clubes campeones                                          |
| ------------ | ------- | ---------- | --------------------------------------------------------- |
| Lima         | 5       | 5          | Alianza Lima (2), Universitario (2), Sporting Cristal (1) |
| Puno         | 1       | –          | Deportivo Binacional (1)                                  |
| Arequipa     | –       | 1          | –                                                         |

## Clasificación histórica
- Nota: Estas estadísticas son contabilizadas desde la utilización de la denominación Liga1. Para ver las estadísticas completas, mirar el artículo Clasificación histórica de la Primera División del Perú.

La clasificación histórica de la Liga1, se basa en los puntos conseguidos por cada equipo en la Primera División, también se contabiliza los puntos en las llaves por la definición del campeonato, con el fin de poder organizar la participación de los diferentes equipos que han participado desde 2019 en esta categoría.
| Pos. | Club                   | Temporadas | PJ  | PG  | PE | PP | GF  | GC  | DIF  | Puntos | Pp.  | Títulos | División actual | Mejor ubicación | Notas                                  |
| ---- | ---------------------- | ---------- | --- | --- | -- | -- | --- | --- | ---- | ------ | ---- | ------- | --------------- | --------------- | -------------------------------------- |
| 1.º  | Sporting Cristal       | 6          | 206 | 121 | 54 | 31 | 416 | 209 | +207 | 419    | 2.03 | 1       | 1.ª             | Campeón         | [ n. 1 ]                               |
| 2.º  | Alianza Lima           | 6          | 204 | 112 | 45 | 47 | 309 | 184 | +125 | 383    | 1.88 | 2       | 1.ª             | Campeón         | [ n. 2 ]                               |
| 3.º  | Universitario          | 6          | 198 | 107 | 52 | 39 | 309 | 174 | +135 | 370    | 1.87 | 2       | 1.ª             | Campeón         | [ n. 3 ] [ n. 4 ]                      |
| 4.º  | FBC Melgar             | 6          | 198 | 99  | 47 | 52 | 321 | 209 | +112 | 344    | 1.74 | 0       | 1.ª             | Subcampeón      |                                        |
| 5.º  | Sport Huancayo         | 6          | 194 | 77  | 54 | 63 | 256 | 237 | +19  | 286    | 1.47 | 0       | 1.ª             | 4.º             | [ n. 5 ]                               |
| 6.º  | Univ. César Vallejo    | 6          | 194 | 75  | 59 | 60 | 246 | 219 | +27  | 281    | 1.45 | 0       | 1.ª             | 3.º             | [ n. 6 ]                               |
| 7.º  | Cienciano              | 5          | 160 | 65  | 43 | 52 | 233 | 203 | +30  | 237    | 1.48 | 0       | 1.ª             | 6.º             | [ n. 7 ]                               |
| 8.º  | Carlos A. Mannucci     | 6          | 194 | 61  | 53 | 80 | 222 | 274 | -52  | 236    | 1.22 | 0       | 1.ª             | 5.º             |                                        |
| 9.º  | UTC                    | 6          | 194 | 56  | 66 | 72 | 237 | 262 | -25  | 234    | 1.21 | 0       | 1.ª             | 7.º             |                                        |
| 10.º | Deportivo Binacional   | 5          | 162 | 65  | 25 | 72 | 250 | 237 | +13  | 220    | 1.36 | 1       | 2.ª             | Campeón         |                                        |
| 11.º | Cusco FC               | 5          | 158 | 59  | 40 | 59 | 211 | 210 | +1   | 216    | 1.37 | 0       | 1.ª             | 5.º             | [ n. 7 ]                               |
| 12.º | Sport Boys             | 6          | 194 | 59  | 45 | 90 | 202 | 297 | -95  | 209    | 1.08 | 0       | 1.ª             | 7.º             | [ n. 3 ] [ n. 7 ] [ n. 8 ] [ n. 9 ]    |
| 13.º | Atlético Grau          | 4          | 134 | 42  | 47 | 45 | 168 | 157 | +11  | 173    | 1.29 | 0       | 1.ª             | 7.º             |                                        |
| 14.º | Deportivo Municipal    | 5          | 160 | 48  | 39 | 73 | 194 | 241 | -47  | 167    | 1.04 | 0       | 2.ª             | 12.º            | [ n. 10 ] [ n. 7 ] [ n. 11 ] [ n. 12 ] |
| 15.º | Alianza Atlético       | 4          | 132 | 45  | 30 | 57 | 154 | 186 | -32  | 165    | 1.25 | 0       | 1.ª             | 9.º             |                                        |
| 16.º | Ayacucho FC            | 4          | 127 | 41  | 35 | 51 | 166 | 173 | -7   | 159    | 1.25 | 0       | 2.ª             | 4.º             | [ n. 13 ]                              |
| 17.º | Academia Cantolao      | 5          | 160 | 39  | 39 | 82 | 159 | 248 | -89  | 156    | 0.98 | 0       | 2.ª             | 11.º            |                                        |
| 18.º | ADT                    | 3          | 106 | 37  | 35 | 34 | 130 | 125 | +5   | 146    | 1.38 | 0       | 1.ª             | 6.º             |                                        |
| 19.º | Universidad San Martín | 4          | 125 | 31  | 33 | 61 | 122 | 207 | -85  | 125    | 1.00 | 0       | 2.ª             | 11.º            | [ n. 7 ]                               |
| 20.º | Alianza Universidad    | 3          | 88  | 26  | 24 | 38 | 89  | 119 | -30  | 101    | 1.15 | 0       | 2.ª             | 10.º            | [ n. 7 ]                               |
| 21.º | Deportivo Garcilaso    | 2          | 70  | 23  | 20 | 27 | 93  | 90  | +3   | 88     | 1.26 | 0       | 1.ª             | 7.º             | [ n. 14 ]                              |
| 22.º | Unión Comercio         | 3          | 104 | 20  | 27 | 57 | 108 | 199 | -91  | 87     | 0.84 | 0       | 1.ª             | 16.º            |                                        |
| 23.º | Carlos Stein           | 2          | 64  | 11  | 15 | 38 | 66  | 118 | -52  | 43     | 0.67 | 0       | 2.ª             | 19.º            | [ n. 15 ] [ n. 16 ]                    |
| 24°  | Los Chankas            | 1          | 34  | 10  | 9  | 15 | 42  | 47  | -5   | 39     | 1.15 | 0       | 1.ª             | 10.º            |                                        |
| 25°  | Comerciantes Unidos    | 1          | 34  | 9   | 8  | 17 | 36  | 60  | -24  | 35     | 1.03 | 0       | 1.ª             | 14.º            |                                        |
| 26.º | Pirata FC              | 1          | 34  | 6   | 9  | 19 | 29  | 59  | -30  | 22     | 0.65 | 0       | 2.ª             | 18.º            | [ n. 17 ]                              |
| 27.º | Deportivo Llacuabamba  | 1          | 28  | 5   | 6  | 17 | 41  | 63  | -22  | 20     | 0.71 | 0       | 2.ª             | 20.º            | [ n. 3 ]                               |

Notas
1. ↑  Se le aumentó 2 puntos por campeonar en el Torneo de Promoción y Reserva 2019. También considerado triunfo de SC2-0SM en t.e. en Final Fase 1 2021 y empate de SC1-1(2-3p)Ay en Final Fase 2 2020.
2. ↑  Se le aumentó 2 puntos por campeonar en el Torneo de Promoción y Reserva 2022
3. 1 2 3  Se le restó 1 punto en la Liga1 2020
4. ↑  Se le restó 2 puntos en la Liga1 2021
5. ↑  Se le aumentó 1 punto por subcampeonar en el Torneo de Promoción y Reserva 2019
6. ↑  Se le restó 3 puntos en la Liga1 2022
7. 1 2 3 4 5 6  Se le restó 1 punto en la Liga1 2021
8. ↑  Se le restó 7 puntos en la Liga1 2022
9. ↑  Se le restó 4 puntos en la Liga1 2023
10. ↑  Se le resto 6 puntos en la Liga1 2019
11. ↑  Se le restó 4 puntos en la Liga1 2022
12. ↑  Se le restó 5 puntos en la Liga1 2023
13. ↑  Se le aumentó 1 punto por subcampeonar en el Torneo de Promoción y Reserva 2022
14. ↑  Se le restó 1 punto en la Liga1 2023
15. ↑  Se le restó 3 puntos en la Liga1 2020
16. ↑  Se le restó 2 puntos en la Liga1 2022
17. ↑  Se le restó 5 puntos en la Liga1 2019

### Posiciones finales de principales clubes
Estas son las posiciones finales de los principales clubes peruanos (desde la Primera temporada 2019 a la actualidad).
| Temp. | CRI | UNI | ALI | MEL | SHU | UTC | SBO | BIN | CUS | CIE | UCV | CMN | AYA | GRA | AAS | CAN | MUN | Temp. |
| --- | --- | --- | --- | --- | --- | --- | --- | --- | --- | --- | --- | --- | --- | --- | --- | --- | --- | ----- |
| 2019 | 3   | 4   | 2   | 6   | 5   | 14  | 15  | 1   | 7   | 2D  | 8   | 10  | 9   | 2D  | 2D  | 11  | 16  | 2019  |
| 2020 | 1   | 2   | 17  | 8   | 6   | 7   | 14  | 13  | 12  | 9   | 4   | 5   | 3   | 18  | 2D  | 16  | 15  | 2020  |
| 2021 | 2   | 3   | 1   | 5   | 11  | 10  | 7   | 15  | 17  | 6   | 4   | 9   | 8   | 2D  | 14  | 13  | 12  | 2021  |
| 2022 | 3   | 5   | 1   | 2   | 4   | 11  | 16  | 8   | 2D  | 7   | 6   | 15  | 17  | 10  | 9   | 14  | 12  | 2022  |
| 2023 | 3   | 1   | 2   | 4   | 5   | 13  | 15  | 17  | 9   | 10  | 8   | 11  | 2D  | 12  | 14  | 19  | 18  | 2023  |
| 2024 | 2   | 1   | 4   | 3   | 11  | 15  | 13  | 2D  | 5   | 6   | 17  | 16  | 2D  | 7   | 9   | 2D  | 2D  | 2024  |
| 2025 | 3*  | 1*  | 4*  | 7*  | 6*  | 16* | 13* | 15* | 2*  | 9*  | 2D  | 2D  | 17* | 11* | 5*  | 2D  | 3D  | 2025  |
| Liga1 | 7   | 7   | 7   | 7   | 7   | 7   | 7   | 6   | 6   | 6   | 6   | 6   | 5   | 5   | 5   | 5   | 5   | Liga1 |
| Top 4 | 6   | 5   | 5   | 3   | 1   | 0   | 0   | 1   | 0   | 0   | 2   | 0   | 1   | 0   | 0   | 0   | 0   | Top 4 |
| Top 6 | 6   | 6   | 5   | 5   | 4   | 0   | 0   | 1   | 1   | 2   | 3   | 1   | 1   | 0   | 0   | 0   | 0   | Top 6 |
| Top 8 | 6   | 6   | 5   | 6   | 4   | 1   | 1   | 2   | 2   | 3   | 5   | 1   | 2   | 1   | 0   | 0   | 0   | Top 8 |
| Liga2 | 0   | 0   | 0   | 0   | 0   | 0   | 0   | 1   | 1   | 1   | 1   | 1   | 2   | 2   | 2   | 2   | 1   | Liga2 |
| Liga3 | 0   | 0   | 0   | 0   | 0   | 0   | 0   | 0   | 0   | 0   | 0   | 0   | 0   | 0   | 0   | 0   | 1   | Liga3 |
| Campeones de la Liga Van a la Copa Libertadores del Siguiente Año Van a la Copa Sudamericana del Siguiente Año En Segunda División (2D) En Tercera División (3D) En la Copa Perú (CP) |     |     |     |     |     |     |     |     |     |     |     |     |     |     |     |     |     |       |

## Número de Temporadas
En negrita (Nombre del club y Número de Temporadas) los equipos en la temporada en 2025.
 Datos actualizados de 2019 hasta la temporada 2025. 
| N°  | Club                             | Temp. | Temporadas Totales                       | Tít. | Sub. | Asc. | Desc. |
| --- | -------------------------------- | ----- | ---------------------------------------- | ---- | ---- | ---- | ----- |
| 1.  | Alianza Lima(1)                  | 7     | 2019, 2020, 2021, 2022, 2023, 2024, 2025 | 2    | 2    | 1    | 0     |
| 2.  | Universitario de Deportes(2)     | 7     | 2019, 2020, 2021, 2022, 2023, 2024, 2025 | 2    | 1    | 1    | 0     |
| 3.  | Sporting Cristal(3)              | 7     | 2019, 2020, 2021, 2022, 2023, 2024, 2025 | 1    | 2    | 1    | 0     |
| 4.  | FBC Melgar(4)                    | 7     | 2019, 2020, 2021, 2022, 2023, 2024, 2025 | 0    | 1    | 1    | 0     |
| 5.  | Sport Huancayo                   | 7     | 2019, 2020, 2021, 2022, 2023, 2024, 2025 | 0    | 0    | 1    | 0     |
| 6.  | UTC                              | 7     | 2019, 2020, 2021, 2022, 2023, 2024, 2025 | 0    | 0    | 1    | 0     |
| 7.  | Sport Boys                       | 7     | 2019, 2020, 2021, 2022, 2023, 2024, 2025 | 0    | 0    | 1    | 0     |
| 8.  | Universidad César Vallejo        | 6     | 2019, 2020, 2021, 2022, 2023, 2024       | 0    | 0    | 1    | 1     |
| 9.  | Carlos A. Mannucci               | 6     | 2019, 2020, 2021, 2022, 2023, 2024       | 0    | 0    | 1    | 1     |
| 10. | Deportivo Binacional             | 6     | 2019, 2020, 2021, 2022, 2023, 2025       | 1    | 0    | 2    | 1     |
| 11. | Cusco FC                         | 6     | 2019, 2020, 2021, 2023, 2024, 2025       | 0    | 0    | 2    | 1     |
| 12. | Cienciano                        | 6     | 2020, 2021, 2022, 2023, 2024, 2025       | 0    | 0    | 1    | 0     |
| 13. | Deportivo Municipal              | 5     | 2019, 2020, 2021, 2022, 2023             | 0    | 0    | 1    | 1     |
| 14. | Academia Cantolao                | 5     | 2019, 2020, 2021, 2022, 2023             | 0    | 0    | 1    | 1     |
| 15. | Ayacucho FC                      | 5     | 2019, 2020, 2021, 2022, 2025             | 0    | 0    | 2    | 1     |
| 16. | Atlético Grau                    | 5     | 2020, 2022, 2023, 2024, 2025             | 0    | 0    | 2    | 1     |
| 17. | Alianza Atlético                 | 5     | 2021, 2022, 2023, 2024, 2025             | 0    | 0    | 1    | 0     |
| 18. | Universidad San Martín de Porres | 4     | 2019, 2020, 2021, 2022                   | 0    | 0    | 1    | 1     |
| 19. | Alianza Universidad              | 4     | 2019, 2020, 2021, 2025                   | 0    | 0    | 2    | 1     |
| 20. | ADT                              | 4     | 2022, 2023, 2024, 2025                   | 0    | 0    | 1    | 0     |
| 21. | Unión Comercio                   | 3     | 2019, 2023, 2024                         | 0    | 0    | 2    | 2     |
| 22. | Deportivo Garcilaso              | 3     | 2023, 2024, 2025                         | 0    | 0    | 1    | 0     |
| 23. | FC Carlos Stein                  | 2     | 2020, 2022                               | 0    | 0    | 2    | 2     |
| 24. | Los Chankas                      | 2     | 2024, 2025                               | 0    | 0    | 1    | 0     |
| 25. | Comerciantes Unidos              | 2     | 2024, 2025                               | 0    | 0    | 1    | 0     |
| 26. | Pirata FC                        | 1     | 2019                                     | 0    | 0    | 1    | 1     |
| 27. | Deportivo Llacuabamba            | 1     | 2020                                     | 0    | 0    | 1    | 1     |
| 28. | Juan Pablo II College            | 1     | 2025                                     | 0    | 0    | 1    | 0     |

- En Negrita, números de títulos (Temporadas Totales).
- En Cursiva, números de subtítulos (Temporadas Totales).

Cambios de nombre y fusiones de clubes

## Goleadores y asistentes
- Nota: Estas estadísticas son contabilizadas desde la utilización de la denominación Liga1. Para ver las estadísticas completas, mirar el artículo Goleadores de la Primera División del Perú.

### Por estadística histórica

#### Goleadores por estadística histórica
Datos actualizados hasta el 31 de diciembre de 2023.
| Posición | Futbolista         | Goles | Partidos | Equipos                                                             |
| -------- | ------------------ | ----- | -------- | ------------------------------------------------------------------- |
| 1.º      | Bernardo Cuesta    | 82    | 139      | Melgar                                                              |
| 2.º      | Yorley Mena        | 68    | 133      | UCV, Alianza Universidad                                            |
| 3.º      | Alex Valera        | 60    | 118      | Deportivo Llacuabamba, Universitario                                |
| 4.º      | Hernán Barcos      | 59    | 125      | Alianza Lima                                                        |
| 5.º      | Alejandro Hohberg  | 53    | 160      | Universitario, Cristal,Sport Boys                                   |
| 6.º      | Janio Pósito       | 49    | 159      | Melgar, UTC, Cusco, Ayacucho, Binacional, ADT                       |
| 7.º      | Danilo Carando     | 48    | 146      | Cusco, Cienciano, Deportivo Garcilaso                               |
| 8.º      | Jarlin Quintero    | 38    | 108      | Binacional, Atlético Grau, Cuzco, UTC                               |
| 9.º      | Luis Iberico       | 38    | 116      | UTC, Melgar, Sporting Cristal                                       |
| 10.º     | Osnar Noronha      | 37    | 172      | UTC, Carlos A. Mannucci, UCV, Cienciano                             |
| 11.º     | Martín Cauteruccio | 35    | 28       | Sporting Cristal                                                    |
| 12.º     | Carlos Garcés      | 35    | 65       | Cienciano                                                           |
| 13.º     | Donald Millán      | 35    | 126      | Binacional, Universitario, UCV, UTC, Sport Huancayo, Unión Comercio |

#### Máximos asistentes por estadística histórica
| Posición | Futbolista          | Asistencias | Partidos | Equipos                                                             |
| -------- | ------------------- | ----------- | -------- | ------------------------------------------------------------------- |
| 1.º      | Felipe Rodríguez    | 30          | 114      | Alianza Lima, Carlos A. Mannucci, Cusco                             |
| 1.º      | Irven Ávila         | 30          | 159      | Melgar, Cristal                                                     |
| 1.º      | Marcos Lliuya       | 30          | 186      | Sport Huancayo                                                      |
| 4.º      | Carlos Ross         | 28          | 132      | Sport Huancayo                                                      |
| 4.º      | Alfredo Ramúa       | 28          | 134      | Cusco, Cienciano                                                    |
| 4.º      | Jairo Vélez         | 28          | 137      | UCV, Universitario                                                  |
| 7.º      | Kevin Sandoval      | 26          | 150      | Ayacucho, Cristal, Cienciano, Melgar, Deportivo Garcilaso           |
| 8.º      | Pablo Lavandeira    | 25          | 127      | Universitario, Ayacucho, Melgar, Alianza Lima                       |
| 8.º      | Alejandro Hohberg   | 25          | 156      | Universitario, Cristal,Sport Boys                                   |
| 10.º     | Andy Polo           | 24          | 94       | Universitario                                                       |
| 11.º     | Cristian Bordacahar | 23          | 121      | Melgar                                                              |
| 11.º     | Bernardo Cuesta     | 23          | 128      | Melgar                                                              |
| 13.º     | Santiago Gonzales   | 22          | 34       | Cristal                                                             |
| 13.º     | Joel Sánchez        | 22          | 152      | Melgar, UTC                                                         |
| 15.º     | Víctor Cedrón       | 21          | 153      | Unión Comercio, UCV, Cusco, Deportivo Binacional, ADT               |
| 16.º     | Andy Polar          | 20          | 128      | Deportivo Binacional                                                |
| 16.º     | Alexis Arias        | 20          | 166      | Melgar                                                              |
| 16.º     | Horacio Calcaterra  | 20          | 190      | Cristal, Universitario                                              |
| 19.º     | Alex Valera         | 19          | 118      | Deportivo Llacuabamba, Universitario                                |
| 20.º     | Jack Durán          | 18          | 117      | Alianza Universidad, Cienciano, Deportivo Binacional, Juan Pablo II |
| 20.º     | Osnar Noronha       | 18          | 156      | UTC, Carlos A. Mannucci, UCV, Cienciano                             |
| 22.º     | Yorleys Mena        | 17          | 63       | UCV, Alianza Universidad                                            |
| 22.º     | Washington Corozo   | 17          | 64       | Cristal                                                             |

### Por temporada

#### Goleadores por temporada
| Edición | Jugador                       | Equipo                        | Goles |
| ------- | ----------------------------- | ----------------------------- | ----- |
| 2019    | Bernardo Cuesta               | FBC Melgar                    | 27    |
| 2020    | Emanuel Herrera               | Sporting Cristal              | 20    |
| 2021    | Luis Iberico Felipe Rodríguez | FBC Melgar Carlos A. Mannucci | 12    |
| 2022    | Luis Benites                  | Sport Huancayo                | 19    |
| 2023    | Santiago Giordana             | Deportivo Garcilaso           | 22    |
| 2024    | Martín Cauteruccio            | Sporting Cristal              | 35    |

#### Máximos asistentes por temporada
| Edición | Jugador                      | Equipo                              | Asistencias |
| ------- | ---------------------------- | ----------------------------------- | ----------- |
| 2019    | Ricardo Buitrago             | Deportivo Municipal                 | 9           |
| 2020    | Washington Corozo            | Sporting Cristal                    | 14          |
| 2021    | Irven Ávila Felipe Rodríguez | Sporting Cristal Carlos A. Mannucci | 10          |
| 2022    | Carlos Ross Pablo Lavandeira | Sport Huancayo Alianza Lima         | 12          |
| 2023    | Felipe Rodriguez             | Cusco Fútbol Club                   | 13          |
| 2024    | Santiago González            | Sporting Cristal                    | 23          |

## Patrocinios y finanzas

### Patrocinadores
Debe señalarse que el patrocinador es quien determina el nombre comercial de la liga. La Liga1 ha tenido tres patrocinadores:
| Patrocinador | Denominación comercial | Temporada   |
| ------------ | ---------------------- | ----------- |
| Movistar     | Liga1 Movistar         | 2019 - 2020 |
| Betsson      | Liga1 Betsson          | 2021 - 2023 |
| Te Apuesto   | Liga1 Te Apuesto       | 2024 - 2027 |

Así como el propio patrocinio, la Liga1 cuenta con algunos socios y proveedores oficiales. El proveedor oficial del balón para la liga es Adidas, que ha tenido contrato con la liga desde la temporada 2023, tras reemplazar al anterior proveedor Nike. Asimismo, cuenta con el auspicio de la aerolínea LATAM y Sporade.

### Derechos de transmisión
Los derechos de transmisión los tiene la empresa multinacional 1190 Sports. (excepto los partidos de local de Sport Boys y Universitario de Deportes) cuyos derechos pertenecen al Consorcio Fútbol Perú (CFP) el cual es una alianza estratégica entre Gol TV y Telefónica Media Networks Latin America.

#### Perú
| Vía                        | Transmisión       | Partidos por fecha        |
| -------------------------- | ----------------- | ------------------------- |
| Televisión en abierto      | Nativa            | - 1 por fecha             |
| Televisión en abierto      | Willax            | - 2 por fecha en diferido |
| Televisión por suscripción | L1 Max            | - 7/8 por fecha           |
| Televisión por suscripción | GOLPERU           | - 1/2 por fecha           |
| Streaming en abierto       | Youtube de L1 Max | - 1 por fecha             |
| Streaming por suscripción  | L1 Max            | - 7/8 por fecha           |
| Streaming por suscripción  | Movistar TV App   | - 4 por fecha             |

#### Internacional
| Vía                        | Transmisión                 | Partidos por fecha | Región                                                        |
| -------------------------- | --------------------------- | ------------------ | ------------------------------------------------------------- |
| Televisión por suscripción | GolTV                       | - 1/2 por fecha    | Latinoamérica (excepto Perú)                                  |
| Televisión por suscripción | GolTV (en inglés y español) | - 1/2 por fecha    | Estados Unidos                                                |
| Televisión por suscripción | Fox Deportes                | - 1 por fecha      | Estados Unidos                                                |
| Streaming                  | Fanatiz                     | - 7/8 por fecha    | Mundial (excepto Perú)                                        |
| Streaming                  | Fanatiz                     | - Todos            | Estados Unidos y Canadá                                       |
| Streaming                  | GolTV Play                  | - 1/2 por fecha    | Estados Unidos, Canadá, España y Latinoamérica (excepto Perú) |

1. 1 2 3 4   Excepto los partidos de Sport Boys y Universitario cuando jueguen de locales.
2. 1 2 3 4  Solo los partidos de Sport Boys y Universitario cuando jueguen de locales.
3. ↑  Desde la Fecha 15 del Torneo Apertura 2025.
4. ↑  Y servicios streaming que tengan el canal L1 Max.
5. ↑  Solo los partidos de Sport Boys y Universitario cuando jueguen de locales, un partido que transmita Nativa TV y dos partidos en diferido de Willax cada fecha.